# Tomasz Całuń
Tomasz Wilhelm Całuń, ps. Kostek (ur. 18 września 1890 w Sielcu, zm. 10 lutego 1936 w Wąbrzeźnie) – polski działacz socjalistyczny, polityk samorządowy, prezydent Radomia w latach 1921–1926 oraz Brześcia nad Bugiem od 1927 do 1932.

## Życiorys
Urodził się w rodzinie robotniczej. W 1904 rozpoczął praktykę w księgarni „Wiedza” w Sosnowcu. Od stycznia 1906 pracował jako uczeń w warsztatach mechanicznych huty „Katarzyna” (obecnie im. Buczka). Z działalnością PPS zetknął się w domu rodziców, gdzie odbywały się posiedzenia sieleckiego KD PPS; Całuń brał udział w kolportowaniu nielegalnej literatury. W 1906 został członkiem PPS i OB; przenosił broń, w 1907 uczestniczył w próbach zamachu na prowokatora Saczenkę w Sosnowcu. Obawiając się aresztowania, w 1909 emigrował; pracował najpierw jako tokarz w fabryce narzędzi i maszyn na terenie zaboru pruskiego. W grudniu tego roku wrócił na krótko do Zagłębia Dąbrowskiego. W marcu 1910 wyjechał do Petersburga, gdzie zaczął pracować w fabryce „Wulkan”. Po miesiącu aresztowano go tam i przewieziono do Warszawy. Był jednym z oskarżonych w wielkim procesie działaczy PPS z Zagłębia i Częstochowy, wydanych przez zdrajcę A. Sukiennika. Wyrokiem WIS z 27 kwietnia 1912 skazany został na 4 lata ciężkich robót. Karę, zamienioną mu na 3 lata twierdzy, odbywał początkowo w Piotrkowie, a od 1914 w „Butyrkach” w Moskwie. Po uwolnieniu w 1915 pracował w Ałtuchowie (gub. Orłowska).
W październiku 1918 wrócił do kraju i podjął pracę w hucie „Katarzyna”. Działał w PPS na terenie Zagłębia Dąbrowskiego; kierował pracą dzielnicy Milowice-Piaski, w 1919 był sekretarzem OKR. Z ramienia PPS został wybrany w listopadzie 1918 do RDR Okręgu Sosnowieckiego. Od 22 stycznia 1919 był wiceprzewodniczącym KW RDR Zagłębia Dąbrowskiego. Jako reprezentant prawego skrzydła PPS przeciwny był współpracy z komunistami na terenie Rady. Na plenarnym posiedzeniu RDR w lipcu 1919 zgłosił rezolucję klubu radnych PPS, która przyczyniła się do rozbicia RDR Zagłębia Dąbrowskiego. W 1919–1921 był ławnikiem Rady Miejskiej w Sosnowcu. Na XVII Kongresie PPS (21–25 maja 1920 w Warszawie) wybrano go do RN. W okresie wojny polsko-radzieckiej wstąpił w 1920 do Związku Obrony Ojczyzny. Jako aktywista samorządowy w sierpniu 1921 został wybrany z listy PPS prezydentem Radomia.
W 1922 kandydował z ramienia PPS na posła do Sejmu w okręgu 27 (Zamość-Biłgoraj-Tomaszów). Na konferencji został skarbnikiem OKR. W latach późniejszych odsunął się od bezpośredniej działalności partyjnej, czynny był głównie w organizacjach samorządowych, w których reprezentował PPS. W 1922–1927 był członkiem zarządu Związku Miast Polskich oraz Rady Rozbudowy Państwa i Państwowej Rady Samorządowej.
Po obaleniu przez prawicę w październiku 1926 kierowanego przez Całunia socjalistycznego magistratu w Radomiu był od stycznia 1927 prezydentem Brześcia nad Bugiem, a od 1932 pracował jako inspektor Związku Miast Polskich.

## Ordery i odznaczenia
- Krzyż Niepodległości (9 października 1933)[1]
- Srebrny Krzyż Zasługi (18 lutego 1928)[2]